# Senida Mesi
Senida Mesi (ur. 16 grudnia 1977 w Szkodrze) – albańska polityk, wicepremier rządu Albanii od września 2017.

## Życiorys
Córka Fehmiego i Idajete. W 2000 ukończyła studia na wydziale ekonomicznym Uniwersytetu Tirańskiego. Studia kontynuowała we Frankfurcie, specjalizując się w zakresie finansów i bankowości. Oprócz pracy w banku, prowadziła zajęcia ze studentami Uniwersytetu Tirańskiego, a następnie na uniwersytecie Luigji Gurakuqi w Szkodrze. 
Karierę polityczną rozpoczęła w 2015, kiedy zdobyła mandat do rady miejskiej Szkodry. Członkini Socjalistycznej Partii Albanii. W wyborach 2017 uzyskała mandat deputowanej do parlamentu z okręgu Szkodry. W latach 2017-2019 pełniła funkcję wicepremiera w rządzie kierowanym przez Ediego Ramę.
Jest mężatką (mąż Artan), ma trójkę dzieci (Erlind, Iris, Edan).